# Скільки у тебе?
«Скільки у тебе?» (англ. What's Your Number?) — американська романтична комедія 2011 року з Анною Фаріс і Крісом Евансом у головних ролях . Фільм заснований на книзі Карін Боснак 20 Times a Lady. Прем'єра стрічки відбулася 30 вересня 2011 в США і 29 вересня 2011 в Україні.

## Сюжет
У пошуках свого єдиного чоловіка Еллі Дарлінг (Анна Фаріс) зустрічалася з багатьма хлопцями, але так його і не знайшла. Може бути, вона просто не розгледіла його серед натовпу колишніх бойфрендів? Підтримувана своїм ексцентричним сусідом, Еллі вирішує пройти по-другому разу і нанести візит кожному з 20 колишніх потенційних наречених.

## У ролях
| Актор               | Роль                 |
| Анна Фаріс          | Еллі Дарлінг         |
| Кріс Еванс          | Колін Ші             |
| Ері Грейнор         | Дейзі Дарлінг        |
| Блайт Даннер        | Ава Дарлінг          |
| Ед Беглі молодший   | містер Дарлінг       |
| Олівер Джексон Коен | Едді Фогель          |
| Гезер Бернс         | Ейлін                |
| Еліза Куп           | Шейла                |
| Тика Самптер        | Джеймі               |
| Джоел Макгейл       | Роджер               |
| Кріс Пратт          | Дональд              |
| Закарі Квінто       | Рік                  |
| Майк Фогель         | Дейв Генсен          |
| Мартін Фріман       | Саймон               |
| Енді Семберґ        | Джері Перрі          |
| Томас Леннон        | доктор Баррет Інголд |
| Ентоні Макі         | Том Пайпер           |
| Івана Мілічевіч     | Джасінда             |
| Азіз Ансарі         | Джей                 |
| Дейв Еннейбл        | Джейк Адамс          |

## Український дубляж
Фільм дубльовано студією «Постмодерн» у 2011 році.
- Режисер дубляжу: Костянтин Лінартович
- Переклад: Надія Бойван
- Звукорежисер: Максим Пономарчук
- Менеджер проекту: Ірина Туловська
- Ролі дублювали: Ірина Ткаленко, Дмитро Лінартович, Катерина Качан, Ірина Яценко, Михайло Кришталь, Роман Чорний, Петро Сова, Тетяна Викулова, Катерина Башкіна та інші.